# Vavara breviflora
Vavara es un género monotípico de fanerógamas perteneciente a la familia Acanthaceae. El género tiene una especie de plantas herbáceas: Vavara breviflora que es originaria de Madagascar.

## Taxonomía
Vavara breviflora fue descrita por Raymond Benoist y publicado en Bulletin de la Société Botanique de France 109: 134. 1962.